# Alexa wachenheimii
Alexa wachenheimii är en ärtväxtart som beskrevs av Raymond Benoist. Alexa wachenheimii ingår i släktet Alexa och familjen ärtväxter. IUCN kategoriserar arten globalt som livskraftig. Inga underarter finns listade i Catalogue of Life.